# 萩原渉
萩原 渉（はぎわら わたる、1975年〈昭和50年〉8月14日 - ）は、岡山放送 (OHK) のアナウンサー。

## 来歴
岡山県岡山市出身。岡山市立操南中学校、明治大学政治経済学部政治学科卒業。
高校卒業後は1年間岡山県外の予備校に通っていた。学生時代にはアナウンサーを進路の選択肢に入れていなかったが、明大アナウンス研究会での活動を通じて志望するようになる。
大学を卒業後、1999年4月に岡山放送に入社。アナウンサーとしての採用であるが、担当番組によってはディレクターも兼務する。
現在岡山放送のアナウンサーのうち男性アナウンサーは最古参に入る。

## 人物
- 普段の言葉は岡山弁だが、入社以来テレビに出る時のみ岡山弁を脳内で共通語に変換しながら、共通語を喋っているという[3]。
- 家のリフォームや家庭菜園をする様子をブログで時々取り上げている[4][5]。
- 妻と息子[6][7][8]、娘[9]がいる。
- 岡山放送のアナウンサー藤本紅美とは同じ中学校で、テニス部出身という共通点がある[1]。地上波テレビ放送では、やりたくてもできなかった岡山弁をYouTubeチャンネルで話すという企画を思いつき[3]、藤本と話す姿を見ることができる[10]。

## 担当番組
- ハギーにおまかせ
- GO!GO!ガイナーズ - キャスター
- OHKスーパーニュース - メインキャスター（2010年1月 - 2015年3月）
- 第31回まつえレディースハーフマラソン（山陰中央テレビ） - 第2放送車実況（2010年3月21日）
- FNNスピーク ローカルパート[11]
- OHKフラッシュニュース[11]
- OHKてれび時評[11]
- 金曜G7 - メインキャスター
- ニョッキンのつきイチ - ナレーター
- OHKみんなのニュース - メインキャスター（2015年3月 - 2017年3月）
- ミルンへカモン! なんしょん? - 平日MC
- サン讃かがわPLUS[12]
- FNN Live News days 土曜・日曜版ローカルパート[12]
- Live News イット! 土曜・日曜版ローカルパート[12]